# Храм Светих Апостола Петра и Павла (Бања Лука)
Храм Светих Апостола Петра и Павла је српска православна црква у Бањој Луци. Црква се налази у насељу Петрићевац.

## О Храму
Освећени темељи Храма 10. октобра 2004. године.
Освећен парохијски храм 12. јула 2009. године.

## Храм данас
Храм је отворен сваки дан од 7.30 до 13 часова и од 16.30 до 17.30 часова.
Јутарње богослужење од 7.30, а вечерње од 17.00 часова.
Света Литургија недјељом и празником (црвено слово) од 9.00 часова.
Суботом света Литургија и Парастос од 7.30 (ако је црвено слово од 9.00 часова).

## Галерија
- Унутрашњост цркве
- Спољашњи изглед храма
- Унутрашњост
- Унутрашњост
- Спољашњи изглед храма